# 绥胜镇
绥胜镇，是中华人民共和国黑龙江省绥化市北林区下辖的一个乡镇级行政单位。

## 行政区划
绥胜镇下辖以下地区：
富强村、胜利一村、胜利二村、胜利三村和胜利四村。